# Wikinger: Die Entdecker Amerikas
Wikinger: Die Entdecker Amerikas ist ein Buch des norwegischen Autors Knut Lindh, das von der schrittweisen Entdeckung und Besiedlung Grönlands und Neufundlands handelt, einen besonderen Schwerpunkt legte Lindh dabei auf die Taten Leif Erikssons und seines Vaters, Eriks des Roten. Das Buch erschien erstmals 2000 in Oslo unter dem Titel Leif Eiriksson. Oppdagelsen av Amerika und wurde in Deutschland 2003 erstmals vom Piper Verlag ins Deutsche übersetzt veröffentlicht.

## Inhalt
Lindh beginnt sein Buch mit der Entdeckung Grönlands durch den Wikinger Eirik den Roten, der auch in der deutschen Übersetzung nicht Erik, sondern – wie auf Norwegisch – den Namen Eirik beibehielt. Es wird von den Umständen erzählt, die ihn zwingen, seine Heimat zu verlassen: Er habe im Laufe eines Streites einen Mann umgebracht und das Exil sei nun die beste Alternative für den Roten.
Daraufhin verlagert sich der Schwerpunkt auf seinen Sohn, Leif Eirikssohn, der schon als Knabe gehört haben soll, dass es wohl auch weiter westlich Grönlands noch Land geben solle, das Bjarni Herjúlfsson dadurch entdeckte, dass er durch einen Sturm von seinem Kurs, der ihn nach Grönland führen sollte, abgetrieben wurde. Er sei auf eine Küste zugesegelt, die er vorher noch nicht gekannt habe und habe sich recht bald entschlossen, diese wieder zu verlassen, um sich auf die Suche nach Grönland zu machen, was nach kurzer Zeit auch wiedergefunden wurde.
Im Folgenden wird erzählt, wie sich der mittlerweile herangewachsene Eirikssohn auf eine Entdeckungsreise vorbereitete, die auch sein Vater begleiten wollte, was ihm jedoch aufgrund seiner gesundheitlichen Lage nicht mehr erlaubt war. Eirikssohn habe die Küste Neufundlands entdeckt und auch dort – wie sein Vater schon in Grönland – angefangen, eine kleine Kolonie zu errichten und versucht, dort für Sesshaftigkeit zu sorgen. Aufgrund der Konflikte, die mit den Einheimischen jedoch schon bald ausgebrochen sein sollen, war an ein friedliches Leben jedoch nicht zu denken gewesen, sodass die Kolonie nicht lange aufrechterhalten wurde.
Der Autor spekuliert des Weiteren auch über die Etymologie des Wortes Vinland, wie Eirikssohn das von ihm entdeckte Land nannte. Er stellt zwei Thesen dar, die beide in der wissenschaftlichen Welt kursieren. Die eine besagt, das Wort Vin leite sich von Wein ab, was dadurch zu erklären sei, das dort, wo Eirikssohn sich ansiedelte, große Beeren wuchsen. Die andere Theorie besagt, das Wort Vin stamme von der Fruchtbarkeit des Bodens, was jedoch dadurch widerlegt werden würde, dass es später in Niederschriften hieß, Eirikssohn habe etwas von Vin mit aufs Schiff genommen, um es nach Grönland zu bringen. Lindh bestreitet daraufhin, dass es sich hier um Ackerland handeln könne, dass Eirikssohn verschiffen wollte.
Ein weiterer Unterpunkt im Kapitel über die Entdeckung Amerikas ist die Frage nach dem Datum der Erstentdeckung Amerikas. Dabei geht Lindh nicht auf die Entdeckung durch aus Nordostasien einwandernde Stämme ein, die sich noch in der Eiszeit von Norden bis in den Süden über den ganzen Doppelkontinent verbreiteten, sondern fokussiert sich dabei auf die maritimen Entdeckungsfahrten aus Richtung Europa. Er greift dabei die Geschichte des Heiligen Brendan auf, der als Mönch von Irland aus wohl schon Jahrhunderte vorher ins Meer stach, um weiter westlich neues Land zu entdecken, allerdings ist nicht bekannt, ob Brendan den amerikanischen Kontinent erreichte oder nicht. Ein Test neuzeitlicher Wissenschaftler, die das Boot Brendans anhand der Beschreibungen rekonstruierten, zeigte jedenfalls, dass es theoretisch möglich sei, mit den Ausgangsmitteln Brendans Amerika zu entdecken.
Im letzten Teil seines Buches geht Lindh auf die literarische Verarbeitung der Taten Leif Eirikssohns und Eiriks des Roten ein, die sich in der Grönlandsaga und der Saga Eiriks des Roten widerspiegelt.

### Internet
- Inhalt des Buches und Kurzbiographie des Autors Lindh
- Zusammenfassung auf der Internetpräsenz Lindhs